# Parafia Podwyższenia Krzyża Świętego w Wierzbiu
Parafia Podwyższenia Krzyża Świętego w Wierzbiu – parafia rzymskokatolicka, znajdująca się w diecezji opolskiej, w dekanacie Skoroszyce.